# Phocarctos hookeri
Il leone marino della Nuova Zelanda (Phocarctos hookeri), noto anche come leone marino di Hooker o Whakahao in māori, è una specie di otaria che si riproduce intorno alle coste dell'Isola del Sud della Nuova Zelanda e dell'isola di Stewart/Rakiura in un numero non elevato, ma la maggior parte degli individui vive intorno alle isole sub-antartiche neozelandesi, soprattutto alle isole Auckland. Essendo uno tra i più grandi animali neozelandesi, è stato una specie protetta fin dagli anni 1890.

## Descrizione
I leoni marini della Nuova Zelanda, come tutte le otarie, presentano un marcato dimorfismo sessuale. I maschi adulti misurano 240–350 cm di lunghezza e pesano circa 320–450 kg. Le femmine adulte sono lunghe 180–200 cm di lunghezza e pesano mediamente 90–165 kg.
I piccoli misurano alla nascita 70–100 cm e pesano circa 7–8 kg.

## Conservazione
A metà degli anni novanta si stimava una popolazione di circa 15.000 individui. Questo numero, però, è andato declinando, dal momento che nel 1998 lo scoppio di un'epidemia ha causato in quell'anno la morte di circa il 20% delle femmine adulte e del 50% dei cuccioli. Le stime (basate sulla conta dei cuccioli) sono, per il 2004, di circa 13.000 individui.
Una sentenza della Corte d'Appello della Nuova Zelanda emessa il 7 aprile 2004, con le ragioni esposte separatamente il 13 luglio 2004 (CA39/04), ha revocato una decisione restrittiva del Ministero della Pesca, basata sui dati del Ministero della Pesca neozelandese; la Corte ha permesso ai pescatori di calamari di catturare accidentalmente fino a 124 leoni nella stagione 2004, contro i 62 specificati dal Ministero. Dal momento che la specie viene considerata lontana dall'essere «in pericolo», la Corte ha ritenuto che l'imposizione del Ministero di questa cifra bassa (una delle più basse mai imposte nei 20 anni della storia di queste restrizioni) stava superando quella richiesta dalla legge.

### Galleria d'immagini

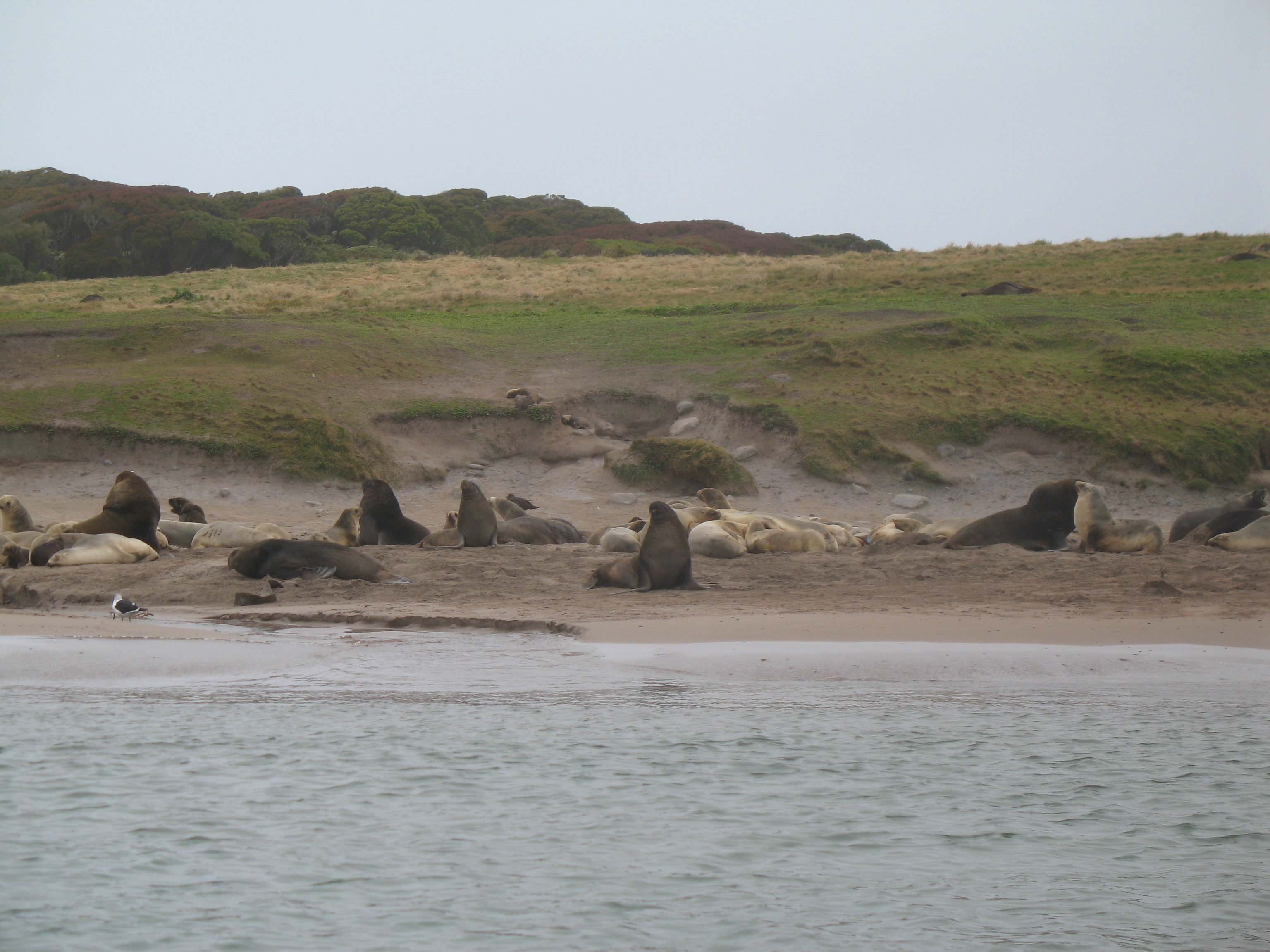
Leoni marini della Nuova Zelanda (di Hooker) sulla spiaggia dell'isola di Enderby.
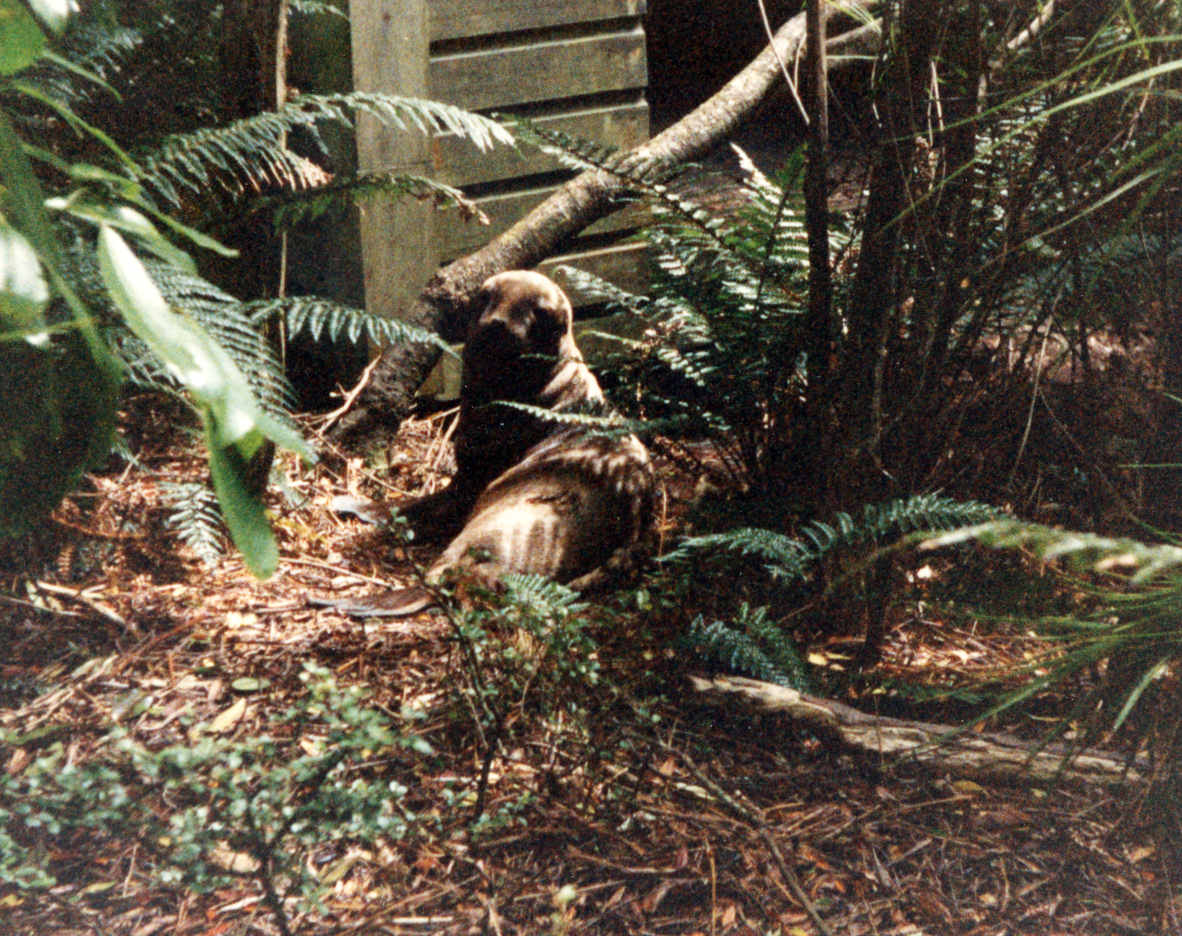
I leoni marini della Nuova Zelanda (di Hooker) sono, sorprendentemente, buoni arrampicatori. Questo piccolo è stato lasciato dalla madre nei pressi di una capanna dei guardacoste sulle isole Auckland (a 182 m d'altezza).
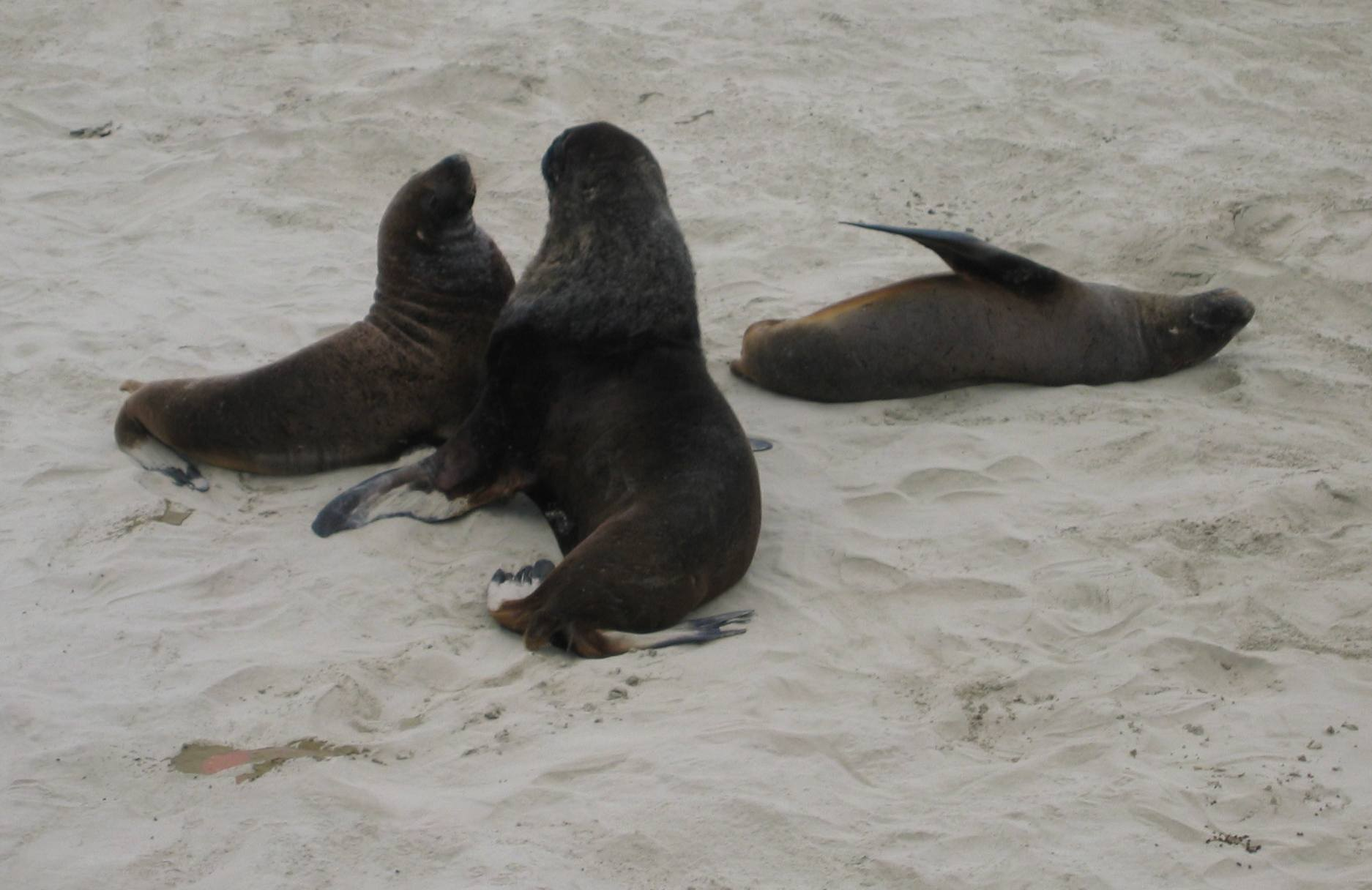
Un maschio ed una femmina di leone marino della Nuova Zelanda (di Hooker) nel Catlins, Nuova Zelanda.

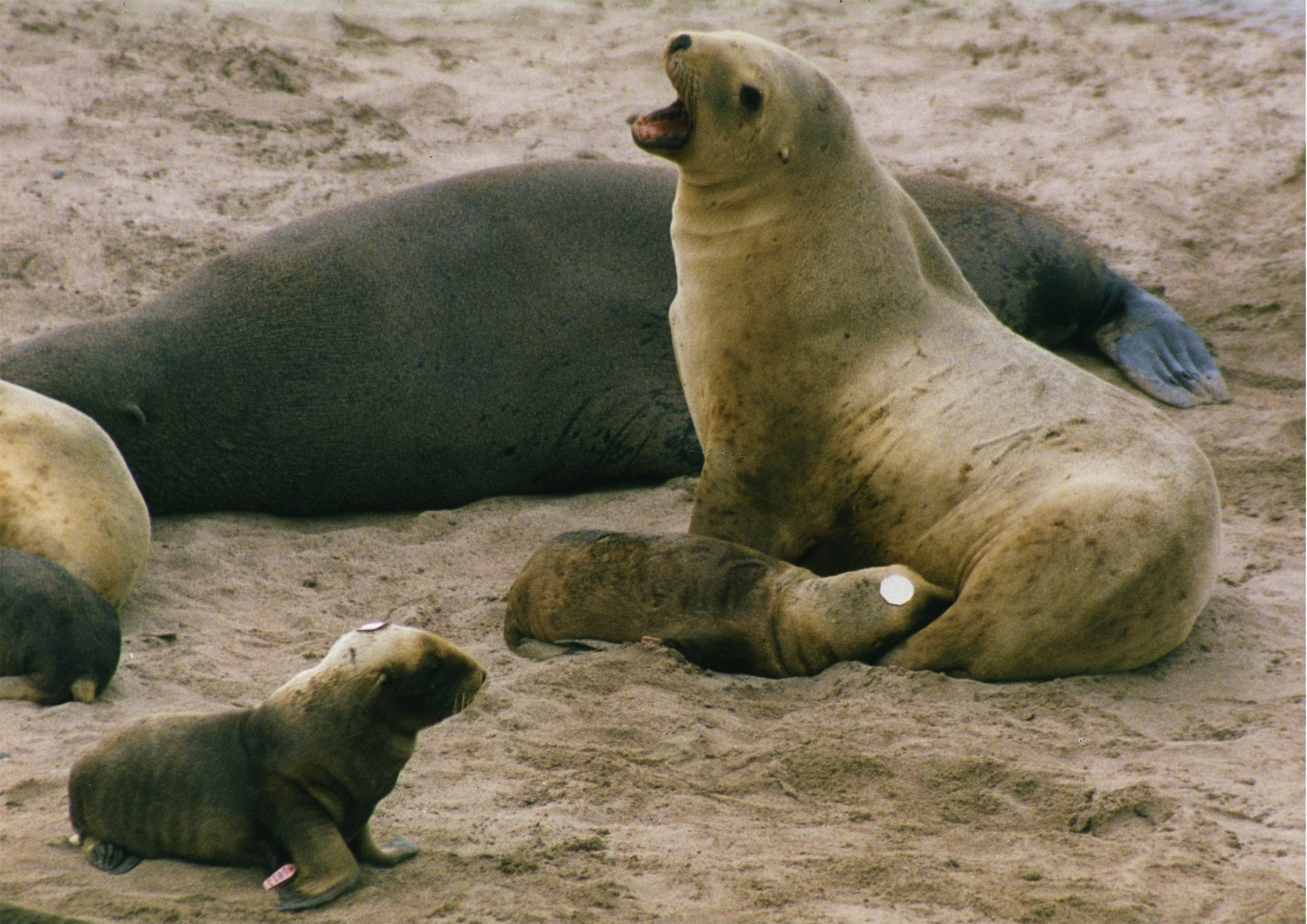
Un leone marino della Nuova Zelanda sta allattando sull'isola di Enderby, Nuova Zelanda.
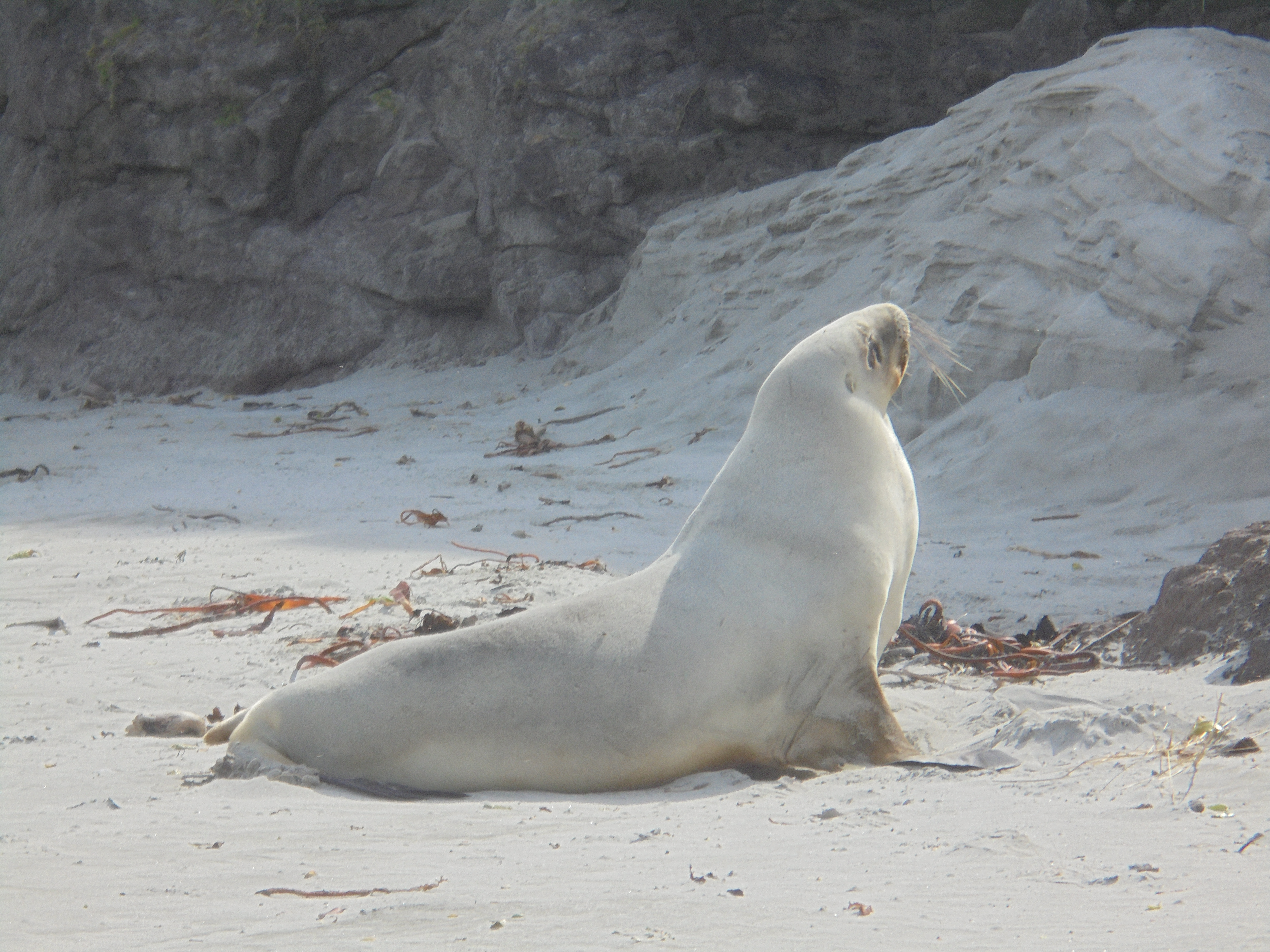
Una femmina di leone marino della Nuova Zelanda (di Hooker) a Smaills Beach, Dunedin.